# Laurits Tuxen
Laurits Regner Tuxen (né le 9 décembre 1853 à Copenhague - mort le 21 novembre 1927 dans la même ville), peintre et sculpteur danois, a fait partie des peintres de Skagen (situé à l'extrémité nord du Danemark).

## Biographie
Tuxen a grandi dans sa ville natale Copenhague et fait ses études à l'Académie royale des beaux-arts du Danemark aux côtés de Peder Severin Krøyer. Son père Nicolai Elias Tuxen (1810-1891) était officier dans la marine royale danoise et son grand-père paternel Peder Mandrup Tuxen (1783-1838) capitaine de frégate.
En 1870, il découvre la station balnéaire de Skagen, dans le Jutland, pointe septentrionale du Danemark, où il retournera fréquemment et y possédera une résidence d'été. Il intègre dès lors le groupe des peintres de Skagen. Entre 1880 et 1900, il peint le portrait de membres des familles royales européennes comme Christian IX du Danemark ou la Reine Victoria et de la famille royale de Russie. 
Après le décès de sa première femme, la Belge Ursule de Baisieux (5 décembre 1862 - 6 août 1899), de la tuberculose, en 1899, il se remarie en 1901 avec la Norvégienne Frederikke Treschow (11 avril 1856 - 1946), mère de ses deux filles, Yvonne et Nina. En 1914 il fait un voyage d'études en Grèce où il peindra l'entrée du roi George Ier de Grèce dans Salonique.
Il est enterré au cimetière Vestre à Copenhague.

## Œuvres

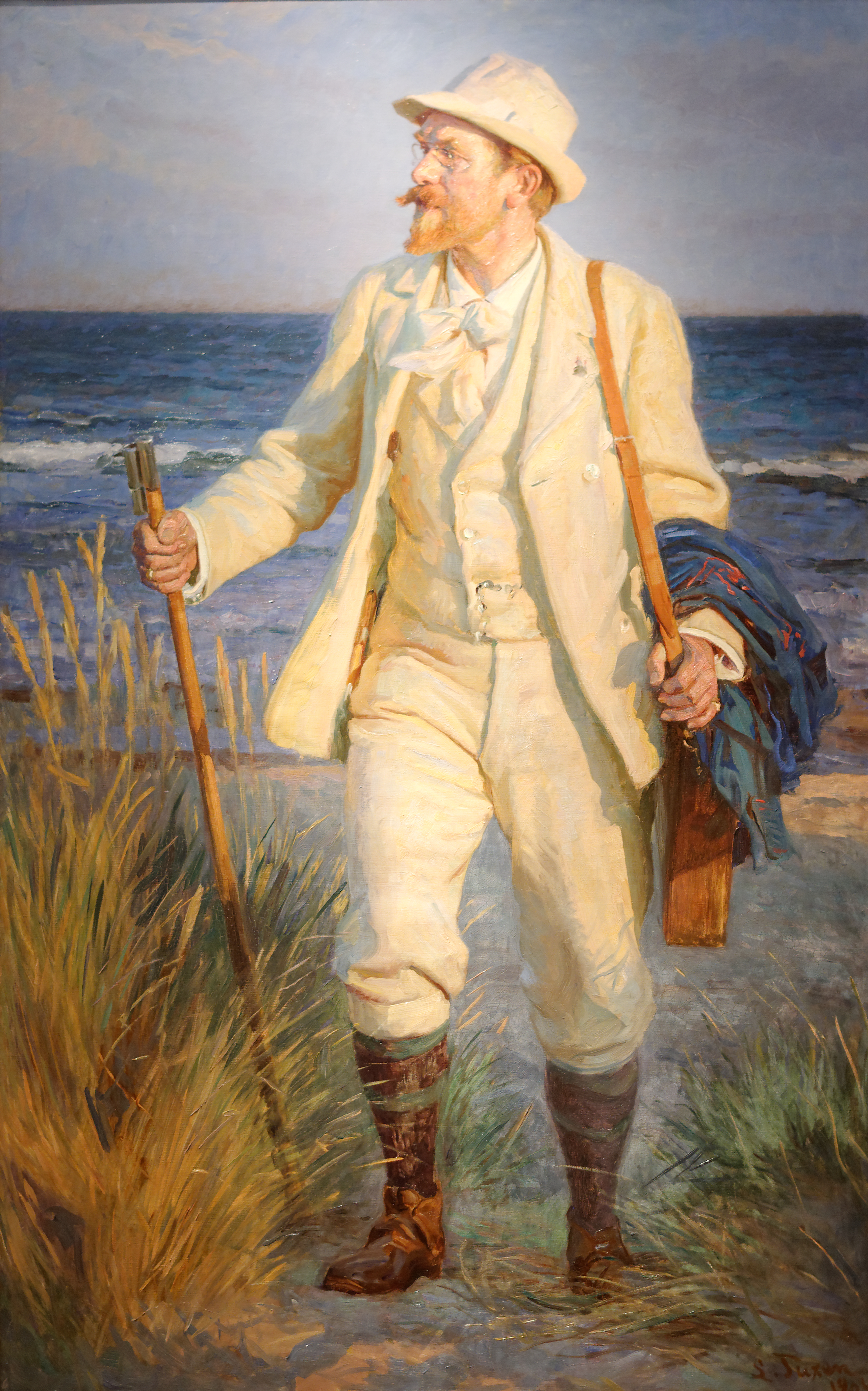
Portrait du peintre Peder Severin Krøyer, 1904

Laurits Tuxen a peint beaucoup de paysages de Skagen et de ses environs, de jardins en fleurs, fait des portraits de sa famille, d'amis mais aussi de personnalités royales européennes (Christian IX du Danemark, la Reine Victoria, le Tsar Nicolas II, etc.).
Les tableaux de Tuxen sont exposés :
- Musée de l'Hermitage à Saint-Pétersbourg,
- La collection royale d'Angleterre à Londres,
- Ny Carlsberg Glyptotek à Copenhague,
- Statens Museum for Kunst à Copenhague,
- Musée de Skagen.